# Vallinfante
Vallinfante is een plaats (frazione) in de Italiaanse gemeente Castelsantangelo sul Nera. De plaats telt 49 inwoners (2001).